# Nasada

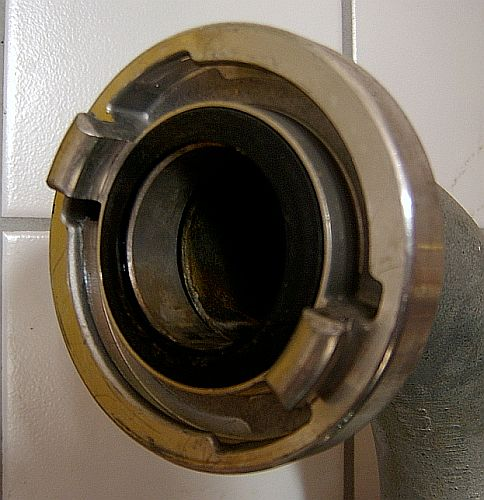
Nasada Storza

Nasada – element armatury wodnej, służący do połączenia węży pożarniczych z rozdzielaczem, pompą, hydrantem, prądownicą, zbieraczem. 